# Guillaume Marie-Anne Brune
Guillaume Marie-Anne Brune (Brive-la-Gaillarde, Corrèze (megye), 1763. március 13. – Avignon, 1815. augusztus 2.) francia marsall a forradalmi és a napóleoni háborúk idején.

## Élete és pályafutása
Egy bíró, Etienne Brune és egy kisnemesi családból származó anya: Jeanne de Vielbans fiaként született Brive-la-Gaillarde-ben. Jogot tanult és egy ideig mint politikai újságíró élt Párizsban, majd a forradalom kitörése után belépett a Cordeliers klubba, összeköttetésbe lépett Dantonnal, s akinek barátja lett.  1792-ben a Nemzeti Konvent biztosaként Belgiumban működött.

### A forradalmi háborúk idején
1793-ban belépett a hadseregbe, gyorsan lépdelt a ranglétrán, ezredesként küzdött a vendée-i háborúban a királypárti lázadók ellen és dandártábornokként Hondschooténál. 1795-ben a francia fővárosban a vendémiaire-i felkelés elfojtásában működött közre. Részt vett Napóleon 1796–97-es itáliai hadjáratában és 1798-ban francia mintára alakította át a Helvét Köztársaságot. 1799-ben a Batáviai Köztársaságba küldték, hogy az országot az angolok tervezett támadása ellen megvédelmezze; ugyanannak az évnek őszén megverte Abercromby angol tábornokot Bergennél, York herceget pedig Alkmaarnál kapitulációra kényszerítette.

### A napóleoni háborúk idején
Brumaire 18. után Bonaparte megbízásából közreműködött a vendéei felkelés elfojtásában. A marengói ütközet után, 1800. augusztus 13-án az itáliai hadsereg parancsnokságát vette át és a fegyverszünet letelte után az osztrák hadsereget a Brenta folyóig visszaszorította.
1802–1804 között követ volt a török portánál és 1804. Franciaországba visszatérve, Napóleon marsallá nevezte ki. 1806-ban a Hanza-városok kormányzója lett, de IV. Gusztáv svéd királlyal való levelezése, aki őt megpróbálta XVIII. Lajos király oldalára állítani, gyanúba keveredett, amiért Napóleon visszahívta és többé nem is alkalmazta.
1815-ben ismét Napóleonhoz csatlakozott, és mint a dél-franciaországi csapatok (Var-hadsereg) parancsnoka Toulont hosszan védte a Bourbonok ellen. Mikor Napóleon másodszori lemondása után Párizsba visszatérni készült, Avignonban a royalisták bosszújának áldozata lett, mert tévesen Lamballe hercegné gyilkosának tartották, meglincselték, holttestét a Rhône folyóba dobták. Testét később megtalálták és Saint-Just-Sauvage-ban egy piramis alakú sírkő alá temették. 1821. február 25-én hivatalosan is felmentették a vád alól, mert a gyilkosság idején Thionville mellett, Rodenacban tartózkodott.

## Családja
- felesége Jeanne Nicolas
- gyermekei: Angelique-Catherine (1791 – 1879), Camille (? – 1842), Jeanne-Madeleine (1797 – 1839), Sophie-Catherine (? – 1820), Nina (1800 – 1833)

## Fordítás
- Ez a szócikk részben vagy egészben  a   Guillaume Marie Anne Brune című angol Wikipédia-szócikk fordításán alapul.  Az eredeti cikk szerkesztőit annak laptörténete sorolja fel. Ez a jelzés csupán a megfogalmazás eredetét és a szerzői jogokat jelzi, nem szolgál a cikkben szereplő információk forrásmegjelöléseként.